# Оптичний зв'язок по лініях електропередач
1. Стальний дріт
2. Трубка з нержавіючої сталі
3. Гідрофобний гель
4. Оптичні волокна
5. Дріт з алюмінієвого сплаву

Принципова будова оптичного грозозахисного кабелю- Стальний дріт- Трубка з нержавіючої сталі- Гідрофобний гель- Оптичні волокна- Дріт з алюмінієвого сплаву

Оптичний зв'язок по лініях електропередач — технологія, яка передбачає вплетення захищеного оптоволоконного кабелю в несучі тросові конструкції ліній електропередач. Зі всіх провідників ЛЕП з такою метою використовується грозозахисний трос через відсутність в ньому високої напруги та зручності прокладання останнього.
Варіанти будови грозозахисного тросу з оптичними волокнами можуть сильно відрізнятись починаючи від елементарного намотування волоконно-оптичного кабелю на демонтований грозозахисний трос з наступним його монтажем, закінчуючи випуском фабричних рішень, де в грозозахисний трос включені один - декілька жил, які несуть оптичні волокна всередині.
Відомий вбудований у грозозахисний трос оптичний кабель зв'язку, що містить оптичний сердечник, укладений у металеву трубку, поверх якої накладений повив з металевих дротів, оптичний сердечник виконаний із скручених склопластикових елементів і оптичних модулів, причому діаметр склопластикових елементів більше, ніж діаметр оптичних модулів, при цьому алюмінієва трубка виконана у вигляді зварної трубки з алюмінієвої стрічки і може бути армована склопластиковими елементами.

## Історія
Технологія оптичного грозозахисного кабелю вперше була запатентована у Великій Британії відомим виробником кабельної продукції BICC, а в 1977 році, масове впровадження почалось з 1980-х. Вже наприкінці 2000 року близько 60,000 км оптичного грозозахисного кабелю було встановлено по всьому світу. Азія, в особливості Китай, став найбільшим виробником подібної продукції.

## Переваги
Основна перевага комбінованих ліній ЛЕП з повітряною лінією зв'язку перед підземними кабельними магістралями зв'язку проявляється тоді, коли траса лінії проходить через важкодоступні або неможливі для підземної прокладки місцевості, наприклад, зони вічної мерзлоти, болота, скельні породи. Прокладка відбувається значно швидшими темпами по прямих лініях, без земляних робіт, які можуть бути одним з найбільш ускладнюючих факторів тощо.

## Недоліки
Недоліки здебільшого знаходяться в недостатній експлуатаційній надійності. При використовувані модулів в виконані з полімерного матеріалу — стійкість до роздавлювання досить низька. У випадку виникнення короткого замикання або прямого удару блискавки, що супроводжується нагріванням понад 200°С, полімерний матеріал розм'якшується, що призводить до деформації оптичного модуля і виходу з ладу кабелю зв'язку. Термічну нестійкість також зумовлює використовуваний сталевий дріт має досить великий опір електричному струму і відповідно може нагріватись під час ударів блискавки. Контакт різних металів, сприяє низькій корозійній стійкості не плакованих елементів та сприяє частим обривам тросу і, відповідно, наслідкам, що з цього випливають. Для оптичного кабелю, вбудованого в грозозахисний трос, термічний вплив струму короткого замикання може призводити не тільки до порушення несучої здатності армуючих елементів, але можлива як короткочасна, так і тривала втрата зв'язку, деградація елементів. Досить широке коло наявних проблем викликало велику кількість наукових пошуків та модифікацій технології, зі спрямуванням до покращення захисту оптичного волокна, усунення термічного впливу при незмінній масі несучої конструкції.